# 咸亨
咸亨（670年三月—674年八月）是唐高宗李治的第七個年号。唐朝使用这个年号共4年餘。

## 改元
- 總章三年——三月一日，改元咸亨元年。[2][3][4]
- 咸亨五年——八月十五日，改元上元元年。[5][6][7]

## 纪年
| 咸亨 | 元年  | 二年  | 三年  | 四年  | 五年  |
| ---- | ----- | ----- | ----- | ----- | ----- |
| 公元 | 670年 | 671年 | 672年 | 673年 | 674年 |
| 干支 | 庚午  | 辛未  | 壬申  | 癸酉  | 甲戌  |

## 參看
- 中國年號索引

## 引用
1. ↑  李崇智，《中國歷代年號考》，第99頁。
2. ↑  劉昫.  . 维基文库.「〔總章三年〕三月甲戌朔，大赦天下，改元為咸亨元年。」
3. ↑  歐陽脩.  . 维基文库.「〔咸亨元年〕三月甲戌，大赦，改元。」
4. ↑  司馬光.  . 维基文库.「咸亨元年……三月，甲戌朔，以旱，赦天下，改元。」
5. ↑  劉昫.  . 维基文库.「〔咸亨五年〕秋八月壬辰，追尊宣簡公為宣皇帝，懿王為光皇帝，太祖武皇帝為高祖神堯皇帝，太宗文皇帝為文武聖皇帝，太穆皇后為太穆神皇后，文德皇后為文德聖皇后。皇帝稱天皇，皇后稱天后。改咸亨五年為上元元年，大赦。」
6. ↑  歐陽脩.  . 维基文库.「〔上元元年〕八月壬辰，皇帝稱天皇，皇后稱天后。追尊六代祖宣簡公為宣皇帝，妣張氏曰宣莊皇后；五代祖懿王為光皇帝，妣賈氏曰光懿皇后。增高祖、太宗及后謚。大赦，改元，賜酺三日。」
7. ↑  司馬光.  . 维基文库.「上元元年……秋，八月，壬辰，……改元，赦天下。」